# (19288) Egami
(19288) Egami est un astéroïde de la ceinture principale.

## Description
(19288) Egami est un astéroïde de la ceinture principale. Il fut découvert le 20 mars 1996 à Kitami par Kin Endate et Kazuro Watanabe. Une observation de 1977 est considérée comme prédécouverte par le JPL. 
Il présente une orbite caractérisée par un demi-grand axe de 2,57 UA, une excentricité de 0,12 et une inclinaison de 15,5° par rapport à l'écliptique.